# Senhor Bom Jesus de Arujá

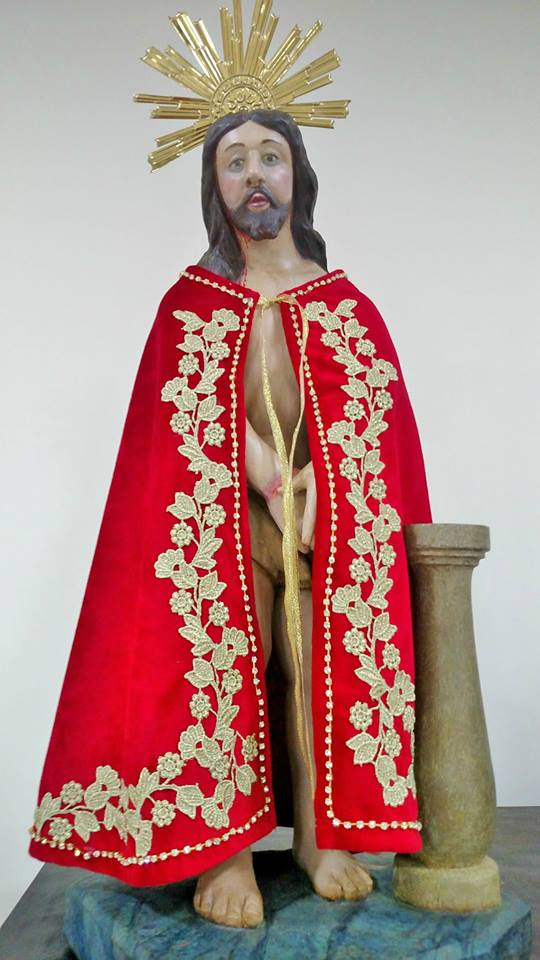
imagem encontrada em 1741

Segundo antiga tradição, no ano de 1741, num lugarejo de passagem de tropeiros na região próxima a  Mogi das Cruzes, foi encontrada por indígenas uma Imagem de Cristo atado à Coluna, a qual denominaram Senhor Bom Jesus de Arujá. Logo com a descoberta da pequena Imagem, foi construída uma ermida, em torno da qual desenvolveu-se a vila de  Arujá (posteriormente distrito de Santa Isabel e Município).

## Surgimento da Devoção
Diz a tradição, pelas vozes de Bráulio Coutinho, Etelvira Martins Guimarães e outros, cujas vozes soaram alto em nossa tradição, que uma das histórias mais conhecidas sobre a origem da capela do Senhor Bom Jesus, e divulgada pela imprensa durante a comemoração do primeiro centenário de Arujá, que, por volta de 1741, diz a tradição, segundo crença popular, uma imagem de Jesus Cristo foi encontrada pelos índios, no lugar onde hoje está situada a igreja do Senhor Bom Jesus. Recebeu a imagem o nome de Senhor Bom Jesus do Arujá.
Conta ainda a tradição que foi construída uma orada para abrigar a imagem. Por várias vezes a imagem foi retirada da orada e levada para fazendas próximas. Por milagre, segundo a crença do povoado, ou arrependimento dos fazendeiros, a imagem sempre retornava para a orada.
Foi então que sitiantes da região, impressionados com o fato e sua repercussão, passaram a acreditar que a imagem queria que fosse construída uma capela naquele lugar. Esta foi então construída por escravos, na mesma época.
A data de Sua celebração litúrgica é 6 de Agosto (Transfiguração do Senhor)
A data oficial do Padroeiro da Cidade “Senhor Bom Jesus de Arujá”, foi determinada pela Lei Municipal nº 01/62, de 12 de abril de 1962.

## Construção do templo

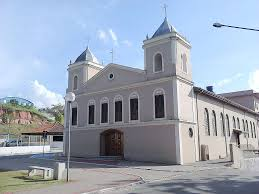
Igreja após a reforma da década de 1990

Não se tem registro da arquitetura do primeiro templo, chamado de ermida, apesar de se saber que sua construção data do século XVIII, mas especula-se que fora feito com taipa de pilão, técnica comum à época. A velha capelinha deu lugar à Igreja Matriz, construída em estilo Barroco Paulista. A igreja passou por Reformas na década de 90, tendo grande descaracterização e perda da originalidade, sendo conservada apenas a torre original (atual torre esquerda) e metade da fachada. A nova torre copia a antiga, tendo sido adicionada à fachada mais uma janela, entretanto sua estrutura interna foi destruída, o retábulo, imagens alfaias e metais litúrgicos se perderam com o tempo.
O templo foi elevado a categoria de Paróquia da então Diocese de São Paulo por decreto da Lei Provincial n° 4, de 8 de Setembro de 1852, cujo texto se encontra a seguir.
"LEI N. 4, DE 8 DE JUNHO DE 1852
O bacharel Formado Hypolito José Soares de Souza, Vice-Presidente da Provincia de S. Paulo etc. Faço saber a todos os seus habitantes que a Assembléa Ligislativa Provincial decretou, e eu sanccionei a Lei seguinte :
Artigo unico. - Fica elevado á cathegoria de freguezia o curato do Senhor Bom Jesus do Arujá, municipio de Mogy das Cruzes : revogadas as disposições em contrario.
Mando portanto a todas as Auctoridades a quem o conhecimento e execução da referida Lei pertencer, que a cumpram e façam cumprir tão inteiraramente como n'ella se contém. O Secretario desta Provincia a faça imprimir, publicar e correr. Dada no Palacio do Governo de S. Paulo aos oito dias do mez de Junho de mil oito centos e cincoenta e dous.
(L. S.)     Hypolito José' Soares de Souza.
Carta de Lei, pela qual Vossa Excellencia manda executar o decreto da Assembléa Legislativa Provincial, que houve por bem sanccionar, elevando á freguezia o curato do Senhor Bom Jesus do Arujá, do municipio de Mogy das Cruzes, como acima se declara.
Para Vossa Excellencia vêr
Joaquim José de Andrade e Aquino a fez.
Publicada na Secretaria do Governo de S. Paulo aos oito de Junho de mil oito centos e cincoenta e dous.
Francisco José de Lima.
Registrada n'esta Secretaria do Governo no livro terceiro de Leis a fl. 136 em 8 de Junho de 1852.

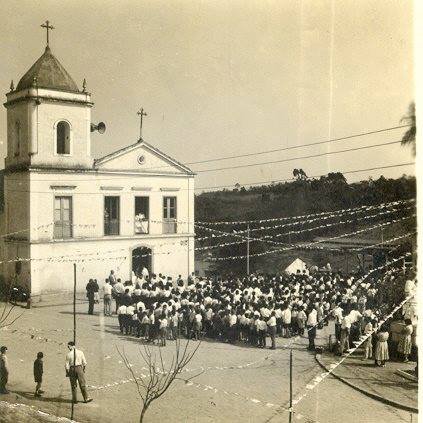
Igreja do Bom Jesus de Arujá na década de 1960

Joaquim José de Andrade e Aquino."

## A Imagem
A Imagem do Senhor Bom Jesus de Arujá, medindo 66 centímetros de altura retrata Jesus Cristo durante sua flagelação, atado a uma pequena coluna, porém, não há traços de sofrimento e apresenta face serena. Não se sabe o autor, muito provavelmente tenha sido modelada por algum santeiro popular. Em 2013, a Imagem, que estava muito deteriorada por restaurações descuidadosas anteriores, foi restaurada pelas mãos de Julio Moraes, técnico de conservação e restauro. Este restaurou com sua equipe a Capela de São Miguel Paulista. A Imagem, desde que se tem registro, sempre utilizou um manto vermelho, lembrando a passagem da Sagrada Escritura na qual se baseia: "Pilatos, pois, tomou então a Jesus, e o açoitou.E os soldados, tecendo uma coroa de espinhos, lha puseram sobre a cabeça, e lhe vestiram roupa de púrpura" (cf. Jo 19,1-2). No ano de 2016, durante as festividades do Padroeiro, a Família Norte, tradicional família Arujaense, doou à Imagem um novo manto vermelho bordado.

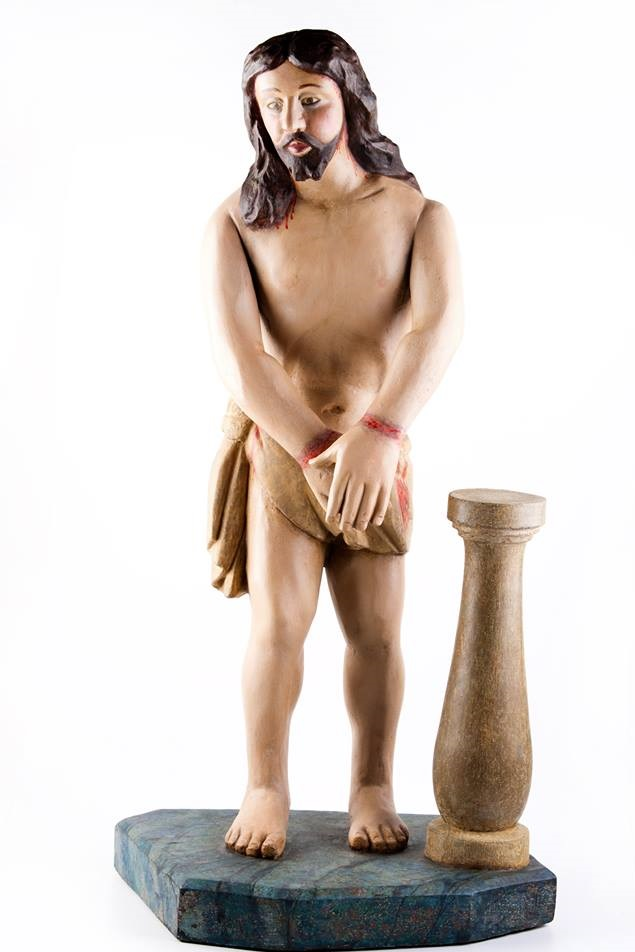
Imagem após a restauração de 2013, sem o Manto Vermelho e o Resplendor